# Camila Cabello
Karla Camila Cabello Estrabao (Havanna, 1997. március 3. –) kubai-mexikói származású énekesnő. 2013-ban lett a Fifth Harmony tagja. Még az együttes tagjaként megjelent két szólószáma, az I Know What You Did Last Summer Shawn Mendes-zel és a Bad Things Machine Gun Kellyvel. 2016. december 19-én bejelentették a bandából való kilépését, azóta szólóénekes. 2017 májusában megjelentette debütáló kislemezét, a Crying In The Club-ot, majd 2018. január 12-én kiadta debütáló szólóalbumát, amely a Camila nevet kapta.

## Gyermekkora
Camila Cabello Kubában született, Havanna Cojímar negyedében. Édesanyja, Sinuhe Cabello kubai származású, édesapja, Alejandro Cabello pedig mexikói. A nála 10 évvel fiatalabb húgát Sofiának hívják, akivel mindig is remek testvéri kapcsolatot ápoltak, emellett az énekesnő nagymamája, Mercedes Rodríguez is fontos szerepet játszik a család életében.
Camila csupán öt éves volt, amikor édesanyjával Miami-ba, az Amerikai Egyesült Államokba költöztek. Bevándorlásuk nem volt egyszerű, a családanya bátran, minden kockázatot vállalva indult neki az útnak egyedül a lányával, “csupán egy hátizsáknyi ruhával és a zsebükben egy álommal egy szebb jövőről” – ahogy az énekes említi, amikor a sorsdöntő eseményt felidézi. Sinuhe sikeres munkája Kubában nem győzte meg arról, hogy gyermekének (Sofia születése előtt, aki már Miamiban nőtt fel) olyan jövőt biztosíthat majd, amilyet kíván nekik, ezért úgy döntött, szerencsét próbál Amerikában, hogy a lányának több lehetősége legyen majd, mint neki volt.
Miután anya és lánya sikeresen átjutottak a határon (csupán egy éjszakányi várakozás után az engedélyre), édesapjuk néhány hónapra rá szintén eljutott az Államokba, viszont vízum hiányában veszélyes módot kellett választania – a határnál lévő folyót átúszva került vissza családjához.
A nehéz kezdetek után a család élete hamarosan rendben volt, Camilának viszont felelősségteljesen kellett gondolkodnia a jövőjét illetően, az iskolában a lehető legjobban igyekezett teljesíteni, hogy családját ne kelljen egyetemi költségekkel terhelnie.
Camila álmai viszont nem hagyták az énekesnőt egy átlagos karrierért küzdeni. Gyermekkorában is rendkívül szeretett énekelni, ám sosem lépett fel közönség előtt, még családja előtt sem leplezte le tehetségét, egészen 2012-ig. Mikor közeledett a fiatal énekesnő quinceañera-ja, Sinuhe megkérdezte tőle, hogy van-e bármilyen különleges kívánsága az alkalomra, mire ő azt felelte, hogy szeretne jelentkezni az X-faktor tehetségkutató versenyre.
Ám nem volt elég a hosszú utazás után megjelenniük, Camila-t többször elutasították, ugyanis egy bizonyos “várólistára” került a jelentkezők között, így az sem volt bizonyos, hogy egyáltalán színpadra léphet. Szerencséjére a színfalak mögött a könnyeivel küszködő Camila-t nem mással hozta össze a sors, mint Simon Cowell-lel, aki – miután Cabello elmesélte neki a történteket – elintézte, hogy az énekesnő felléphessen. Az akkori tanuló Aretha Franklin “Respect” című dalát adta elő, négy igennel továbbjutott. Előadásáról sosem publikálták a teljes felvételt.

## Karrier

### 2012-2016: X Factor és a Fifth Harmony
Camila Cabello 2012-ben jelentkezett az amerikai X-faktorba Greensboro-ban, Észak-Karolinában. Később, a verseny folyamán Camila-t visszahívták a színpadra másik négy női jelentkezővel együtt, így alakult meg a Fifth Harmony. Miután harmadikként végeztek, leszerződtettek Simon Cowell cégéhez, a Syco Musichoz és az Epic Recordshoz. A banda 2013-ban jelentette meg első EP-jét, a Better Together-t, majd 2015-ben megjelent első nagylemezük, a Reflection, majd egy évre rá második albumuk, a 7/27.
2013-tól 2016 végéig több világ körüli turnén szerepelt a banda.
2016. december 18-án a Fifth Harmony hivatalos közösségi oldalain bejelentette Camila távozását. Utolsó közös fellépése a banda tagjaként a Dick Clark's New Year's Rockin' Eve-ben volt szilveszter este, de fellépésük nem élő volt, már előre fel volt véve. Utolsó élő fellépésükre Miami-ban került sor, az egyik iHeart Radio által szervezett koncerten.

### 2016–: Szólókarrier
2015 novemberében Camila a kanadai származású Shawn Mendes-szel jelentette meg kollaborációját, az I Know What You Did Last Summer-t. 2016. október 14-én újabb projektben vett részt, immár – művésznevén – Machine Gun Kelly-vel, a dal pedig a Bad Things nevet kapta, amely az amerikai Billboard Hot 100-as toplistára is felkerült. Február 16-án a norvég származású DJ-vel, Cashmere Cat-tel működött együtt egy dal erejéig, ami a Love Incredible címet kapta. A dal Cashmere Cat legújabb albumára is felkerült. Az énekesnő ezután a Hey Ma című dalban vállalt szerepet Pitbull-lal és J Balvinnal, mely a Halálos iramban 8-hoz készült albumra került fel. A dalból készült egy spanyol és egy spanyol–angol verzió is.
Camila első szólóalbuma, a CAMILA 2018. január 12-én debütált. Cabello közösségi oldalán így nyilatkozott a korongról: "[Az album] történet a tapasztalataimról a sötétségtől, ürességtől a fényig, a világosságig. Attól az időtől, amikor el voltam veszve egészen addig, amíg újra rátaláltam önmagamra." A legelső dala, a Crying In The Club 2017. május 19-én jelent meg. A számot legelőször a Billboard zenei díjátadón adta elő.
Az énekesnő azóta számos divatmárka arca, többek között a GUESS-szel, a Sketchers-szel és a L’Oreal Paris-szal működött együtt. 2021-ben várható filmbeli debütálása is színésznőként, egy Hamupipőke feldolgozásban – főszereplőként.
Az énekesnőt 2019-ben kettő Grammy-díjra jelölték (legjobb pop vokális album – CAMILA és legjobb élő előadás – Havana), a díjakat viszont nem vihette haza. Szintén ebben az évben ő nyitotta meg a Grammy-díjátadó gálát, ezzel ő lett az első latin származású énekesnő, aki ezt megtette.
2019. június 21-én jelent meg Shawn Mendes-szel  második közös száma, a Señorita. A szám kezdetben a 2. helyen szerepelt a Billboard Hot 100 listán, majd később az első helyre kúszott fel. Júliusban pedig Ed Sheeran-nel és Cardi B-vel jelent meg közös száma, a South of the Border.
Szeptember 1-jén Instagramon jelentette be, hogy második szólóalbuma a Romance nevet kapta, majd két hónap leforgása alatt 4 dalt adott ki a korongról. A lemez december 6-án jelent meg. Rajta a "Señoritán" kívül olyan slágerek hallhatók, mint a "Shameless", a "Liar" és a "My Oh My" DaBaby közreműködésével.
2021 júliusában megjelent harmadik albumának vezető kislemeze, a "Don't Go Yet". A dal rengeteg ország slágerlistáján magas helyen szerepelt. Ugyanebben az évben jött ki a Hamupipőke élőszereplős változata Camila főszereplésével.
2022-ben kiadta a "Familiát". Az albumról további három dal jelent meg: a "Bam Bam" Ed Sheerannel, a "Psychofreak" Willow-val, valamint a "Hasta los Dientes" María Becerrával. Ezek közül a "Bam Bam" az év egyik legnagyobb slágere lett.

## Magánélet
2019 júliusában kezdett randira járni  Shawn Mendes kanadai énekessel. A kapcsolat vitákat váltott ki, mivel mindkettejüket azzal vádolták, hogy megpróbáltak kapcsolatot kialakítani a nyilvánosság érdekében, de Mendes ragaszkodott hozzá, hogy ez "egyértelműen nem reklámfogás". A kapcsolatot a "Señorita" című daluk megjelenése után erősítették meg. 2021 novemberében Cabello és Mendes bejelentették hogy szakítanak.

## Diszkográfia

### Albumok
- Camila (2018)
- Romance (2019)
- Familia (2022)
- C,XOXO (2024)

### Egyéb számok
- I Know What You Did Last Summer (feat. Shawn Mendes) (2015)
- Bad Things (feat. Machine Gun Kelly) (2016)
- Love Incredible (feat. Cashmere Cat) (2017)
- Hey Ma (feat. Pitbull & J Balvin) (2017)
- Know No Better (feat. Major Lazer & Travis Scott & Quavo) (2017)
- OMG (feat. Quavo) (2017)
- Sangria Wine (feat. Pharrell Williams) (2018)
- Crying In The Club (2017)
- I Have Questions (2017)
- Beautiful (2018)
- Consequences (2018)
- Real Friends (feat. Swae Lee) (2018)
- Senorita (feat. Shawn Mendes) (2019)
- South of the Border (feat. Ed Sheeran) (2019)
- Find U Again (feat. Camila Cabello) (2019)
- The Christmas Song (2020)
- Oh Na Na (2021)
- Mon amour (2022)
- KU LO SA (2022)
- I’II Be Home For Christmas (2022)
- It Takes Two (2023)

## Turnék

### Saját
- Never Be the Same Tour (2018-2019)
- Yours, C Tour (2025)

### Nyitóelőadóként
- Bruno Mars: 24K Magic World Tour (2017)
- Taylor Swift: Reputation Stadium Tour (2018)

### Fifth Harmony tagjaként
- Harmonize America Mall Tour (2013)
- Fifth Harmony Theatre Tour (2013)
- The Worst Kept Secret Tour (2014)
- Fifth Times a Charm Tour (2014)
- The Reflection Tour (2015–2016)
- The 7/27 Tour (2016–2017)
- PSA Tour (2017–2018)

Nyitóelőadóként
- Cher Lloyd – I Wish Tour (2013)
- Demi Lovato – The Neon Lights Tour(2014)
- Austin Mahone – Live on Tour(2014)

## Fordítás
- Ez a szócikk részben vagy egészben  a   Camila Cabello című angol Wikipédia-szócikk fordításán alapul.  Az eredeti cikk szerkesztőit annak laptörténete sorolja fel. Ez a jelzés csupán a megfogalmazás eredetét és a szerzői jogokat jelzi, nem szolgál a cikkben szereplő információk forrásmegjelöléseként.